# ویپر (زاله)
ویپر (زاله) (به آلمانی: Wipper (Saale)) رودخانه‌ای است که در آلمان جریان دارد.